# Marianne Faithfullová
Marianne Faithfullová, rodným jménem Marianne Evelyn Gabriel Faithfull, (29. prosince 1946, Hampstead, Londýn – 30. ledna 2025, Londýn) byla anglická zpěvačka, hudební skladatelka, hudebnice a herečka. Podílela se mimo jiné na koncertu dřívějšího baskytaristy skupiny Pink Floyd Rogera Waterse v roce 1990 v Berlíně, který později vyšel na albu pod názvem The Wall - Live in Berlin, či na písni The Memory Remains od skupiny Metallica.

## Život
Její otec byl univerzitní profesor literatury, její matka Eva von Sacher-Masoch byla baletka a šlechtična rakouského původu, praneteř spisovatele Leopolda von Sacher-Masocha. Jejím nevlastním bratrem je výtvarník Simon Faithfull. Studovala na katolické St Joseph's College. V osmnácti letech se provdala za avantgardního výtvarníka John Dunbara, v listopadu 1965 se jí narodil syn Nicholas Dunbar. Dunbar se kamarádil s členy skupiny The Rolling Stones, kteří pro Faithfullovou napsali její první velký hit As Tears Go By. Krátce nato opustila manžela a stala se milenkou Micka Jaggera. Vystupovala na koncertu The Rolling Stones Rock and Roll Circus  v prosinci 1968, byla také spoluautorkou písně Sister Morphine. Hrála hlavní ženské role ve filmech Dívka na motocyklu a ve filmové verzi Hamleta, kterou natočil Tony Richardson podle vlastní inscenace provozované v divadle Roundhouse.
S Jaggerem se rozešla v květnu 1970. V té době byla těžce závislá na heroinu, měla vážné zdravotní problémy a žila ve squatech, pokusila se o sebevraždu poté, co jí úřady odňaly jejího syna. Do showbusinessu se vrátila v roce 1979 albem Broken English, které získalo úspěch díky zpracování punkových vlivů, s nímž rezonoval její zdrsnělý hlas. Skladba The Ballad of Lucy Jordan s textem Shela Silversteina získala druhé místo v rakouské hitparádě. Později se věnovala blues (album Strange Weather), účinkovala také v operách Kurta Weilla Krejcarová opera a Sedm smrtelných hříchů. Hrála ve filmech Intimita, Paříži, miluji tě a Irina Palm (za roli ženy, která ve zralém věku začne pracovat jako erotická masérka, aby získala peníze na léčbu nemocného vnuka, byla v roce 2007 nominována na European Film Awards). Vystupovala také v televizním pořadu Who Do You Think You Are?.
Zemřela 30. ledna 2025 ve věku 78 let.

## Diskografie
- 1965: Come My Way
- 1965: Marianne Faithfull
- 1965: Go Away from My World
- 1966: North Country Maid
- 1967: Love in a Mist
- 1977: Dreamin' My Dreams
- 1979: Broken English
- 1981: Dangerous Acquaintances
- 1983: A Child's Adventure
- 1985: Rich Kid Blues
- 1987: Strange Weather
- 1990: Blazing Away (Live)
- 1995: A Secret Life
- 1997: 20th Century Blues
- 1998: The Seven Deadly Sins
- 1999: Vagabond Ways
- 2002: Kissin Time
- 2005: Before the Poison
- 2008: Easy Come, Easy Go
- 2011: Horses and High Heels
- 2014: Give My Love to London
- 2018: Negative Capability
- 2021: She Walks in Beauty

## Filmografie
- 1967 Nikdy nezapomenu jeho jméno
- 1968 Dívka na motocyklu
- 1969 Hamlet
- 1992 Návrat mrtvých
- 1994 Nakupování
- 2001 Intimita
- 2001 Far from China
- 2006 Paříži, miluji tě
- 2006 Marie Antoinetta
- 2007 Irina Palm
- 2011 Tváře v davu
- 2021 Duna